# Ханок, Эдуард Семёнович

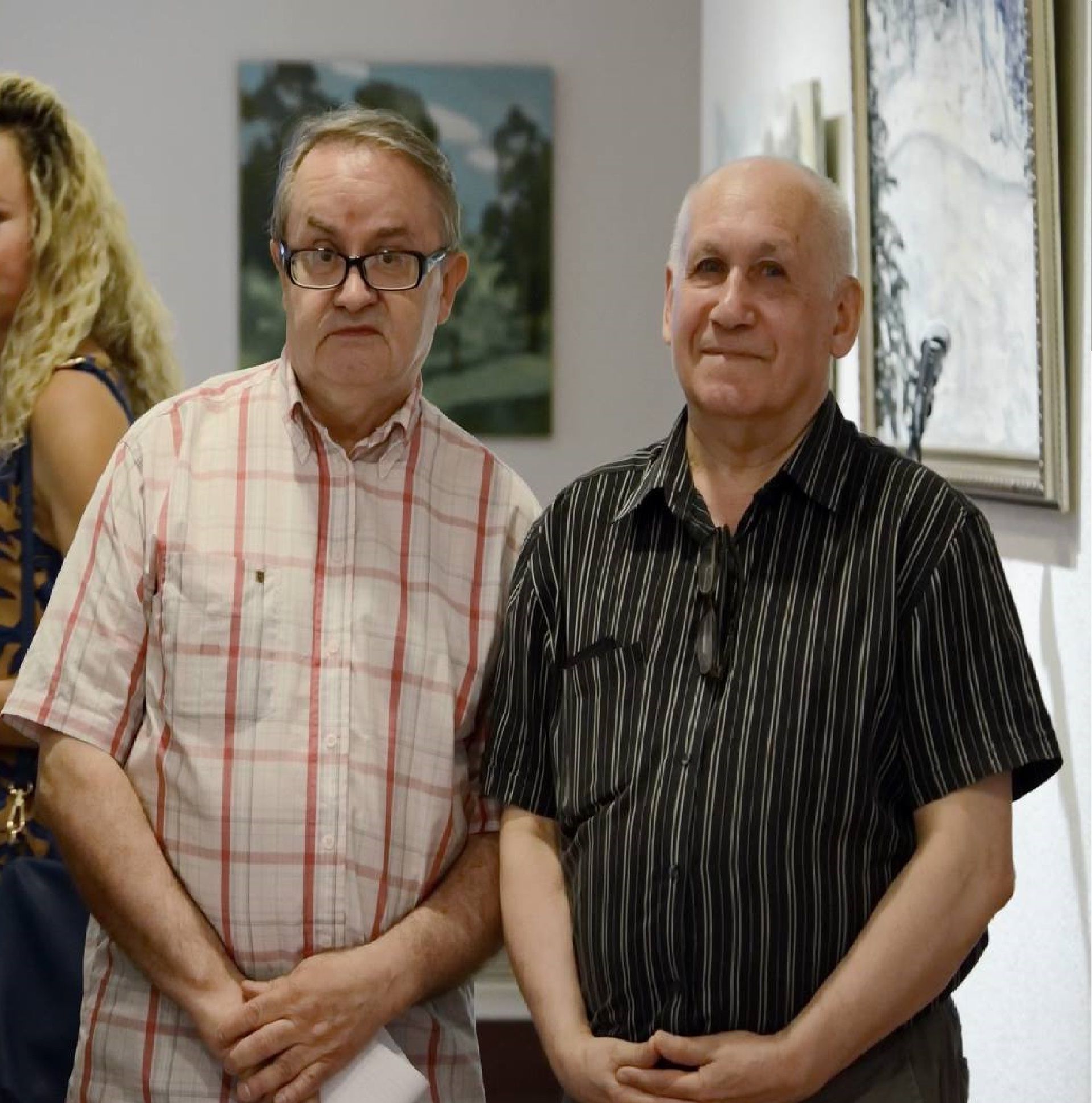
Евгений Ксеневич и Эдуард Ханок на открытии выставки «Беларусь глазами русских художников» в художественной галерее «Университет культуры». Минск, 2016

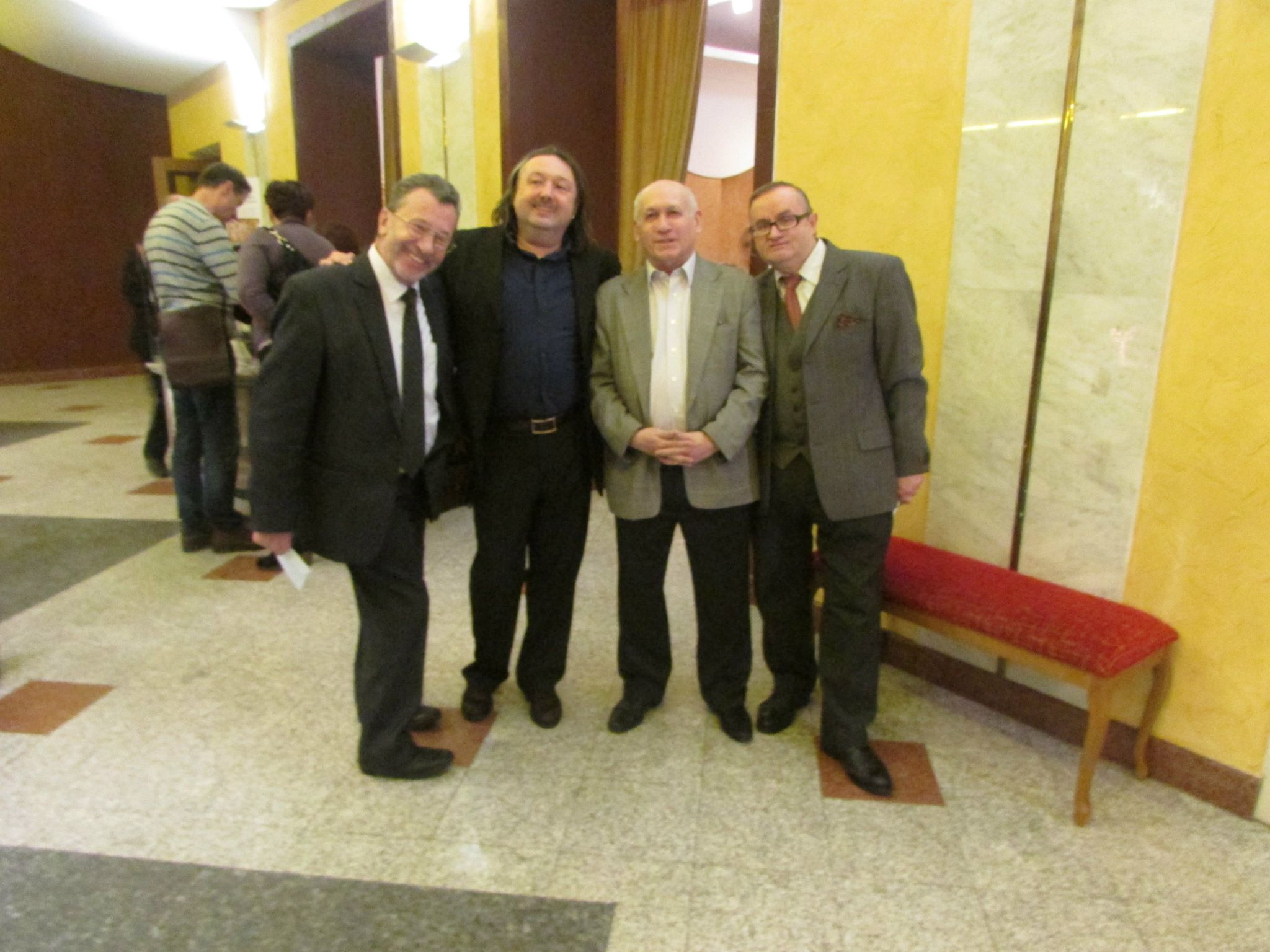
На фото слева направо Валерий Уколов, Олег Молчан, Эдуард Ханок и Евгений Ксеневич в Белгосфилармонии. Минск, 2016

Эдуард Семёнович Ханок (бел. Эдуард Сямёнавіч Ханок; род. 18 апреля 1940, Фёдоровский район, Казахская ССР, СССР) — советский, белорусский и российский музыкант и композитор. Заслуженный деятель культуры Белорусской ССР (1982). Народный артист Беларуси (1996).

## Биография
Родился 18 апреля 1940 года в Казахской ССР в семье Самуила Семёновича Ханока (1904—?), уроженца Невеля, участника Великой Отечественной войны (призван 23 июня 1941 года из Кустаная, гвардии капитан, заместитель командира батальона 152 стрелкового полка 50-й стрелковой дивизии), и Евдокии Евгеньевны Ханок, впоследствии сотрудницы брестского горкома КПСС.
После войны жил с родителями и братом Владиленом по месту службы отца в Слуцке, потом в Бресте, куда отца направили на службу в лагерь для военнопленных, а в 1947—1953 годах — в Усть-Омчуге и посёлке Омчак Магаданской области, где после демобилизации отец работал заместителем начальника золотодобывающих приисков. Здесь начал играть на аккордеоне. Вернувшись в Брест, учился в средней школе № 7. В 1962 году окончил Минское государственное музыкальное училище имени М. И. Глинки. В декабре 1962 года был принят в Московскую консерваторию имени П. И. Чайковского.
В конце 1967 года, не окончив консерватории, переехал к супруге в Кривой Рог, где работал старшим преподавателем на музыкально-педагогическом факультете Педагогического института и в этот период начал писать песни (диплом об окончании консерватории получил в 1969 году, сдав экзамены экстерном). В 1971 году, став лауреатом телевизионного фестиваля «Песня-71», переселился с женой в собственную квартиру в Днепропетровске. 
В 1973 году стал членом Союза композиторов СССР. Весной 1974 года вернулся в Брест, в 1983 году переехал в Минск. С 1999 года живёт в Москве, с 2010 года — в Раменском.

## Личная жизнь
Жена (с 1962 года) — Евлалия Ивановна Ханок. Дети — Руслана (педагог), Алексей (предприниматель, живёт в Кратово), Светлана (род. 1979, певица, выпускница Тель-Авивского университета, живёт в Израиле).

## Творческая деятельность
Работает в разных жанрах — вокально-симфоническом, камерно-инструментальном, камерно-вокальном, но наиболее плодотворно — в песенном. Из его произведений формировались репертуары ансамблей «Верасы», «Сябры» и «Песняры».
Свою первую песню — «Голубая песня» — написал во время учёбы в консерватории, но серьёзно занялся песенным творчеством лишь в тридцатилетнем возрасте, когда преподавал в Криворожском педагогическом институте. Среди первых была песня «Тополя» на слова М. Глущенко. В 1970 году написал музыку к спектаклю «Криворожские архимеды» Е. Шевадзуцкого. Писал песни на слова криворожских поэтов Э. Верезуба, В. Севастьянова.
Своей «путёвкой в жизнь» называет песню «Зима (Потолок ледяной…)» (стихи — Сергей Островой), спетую Эдуардом Хилем 30 декабря 1970 года в новогоднем телеконцерте и попавшую в первый телефестиваль «Песня-71».
Автор популярных песен «Лягу, прилягу», «То ли ещё будет», «Малиновка», «Два поля», «Я у бабушки живу», «Зима», «Завируха», «Жавраначка» и многих других. В 1983 году сочинил первый вариант песни «Исчезли солнечные дни», исполненной Людмилой Сенчиной и Львом Лещенко.
В 1978 году Алла Пугачёва включила в свой репертуар две его песни: «То ли ещё будет» («Песенка первоклассника»; стихи — И. Шаферан) и «Ты возьми меня с собой» («Песенка про журавлика»; стихи — Илья Резник). 
Создатель «Теории творческих волн».

### Песни, авторы слов и исполнители
- «Белый аист» (А. Поперечный) ВИА «Сябры», Лев Лещенко
- «Верба» (Ю. Рыбчинский) ВИА «Самоцветы»
- «Волна — волна» (В. Харитонов) Лина Прохорова
- «Вологодчина» (Л. Рубальская) Эдуард Хиль, Марина Девятова, «Домисолька»
- «Вы шумите, берёзы» (Н. Гилевич) ВИА «Сябры»
- «Горлица» (С. Кирсанов) Владимир Макаров
- «Давай поговорим» (И. Резник) Юрий Богатиков, Андрей Миронов, Эдуард Хиль, Алла Пугачёва и Юлий Слободкин (музыкальная программа «Ты, Я и Песня»)
- «Две минуты» (Д. Костюрин) Аида Ведищева
- «Днепряночка» (А. Дихтярь) Николай Кондратюк
- «Емеля» (М. Пляцковский) Эдуард Хиль
- «Есть на Волге город» (С. Островой) Эдуард Хиль
- «Жар-птица» (Г. Буравкин) ВИА «Сябры»
- «Журавли» (А. Досталь) Аида Ведищева
- «Завируха» (Г. Буравкин) ВИА «Верасы»
- «Здравствуй, чужая, милая» (Леонид Татаренко) Александр Солодуха
- «Зима» («У леса на опушке… / Потолок ледяной…») (С. Островой) Лев Барашков, Ренат Ибрагимов, Эдуард Хиль и другие (Александр Кривошапко, Витас, Сергей Зыков, Сергей Зыков и Алена Биккулова, Владимир Девятов, Ян Осин, Михаил Морозов, Денис Клявер, Николай Басков, Вячеслав Абросимов, кавер-группа «СТИЛяГИ», Методие Бужор, группа «Приключения электроников» (рок-версия))
- «Золотой» (Лариса Рубальская) Катя Лель
- «Июнь Июльевич Август» (Н. Зиновьев) Екатерина Семёнова
- «Качели» (В. Харитонов) Лев Лещенко
- «Кинематограф» (И. Резник) Игорь Скляр
- «Комсомольская площадь» (Е. Долматовский) Татьяна Рузавина и Сергей Таюшев, Эдуард Хиль
- «Малиновка» (А. Поперечный) ВИА «Верасы», Ядвига Поплавская и Александр Тиханович, Александр Савин (ремикс)
- «Мне красивого не надо» (М. Танич) ВК «Улыбка»
- «Море по колено» (С. Поляков) ВИА «Песняры» и детский хор
- «Музыка зимы» (М. Пляцковский) ДХ ЦДДЖ, солистка И. Роднова
- «Мы машины провожаем» (А. Дихтярь) Эдуард Хиль
- «Одна буква» (С. Островой) Эдуард Хиль
- «Ой, малина, ах, Марина» (С. Красиков) Геннадий Каменный
- «Олимпийская шуточная» (Л. Ошанин) Михаил Боярский
- «Песня лягушек» (С. Поляков) ВИА «Песняры»
- «Разбуди меня, дождь» (Ю. Рыбчинский) Эдуард Хиль
- «Разговоры» (Г. Серебряков) Ольга Воронец, Мария Пахоменко
- «Реченька туманная» (А. Поперечный) Анна Герман, Валентина Толкунова, Мария Пахоменко
- «Речные страдания» (С. Островой) Мария Пахоменко
- «Самурай» (Л. Рубальская) Эдуард Хиль
- «Служить России» (И. Резник) Академический ансамбль песни
- «Солнышко смеётся» (И. Векшегонова) Кристина Орбакайте
- «Спорит Вологда и спорит Кострома» (И. Шаферан) Геннадий Каменный, ВИА «Пламя», Григорий Рубцов
- «То ли ещё будет» («Песенка первоклассника») (И. Шаферан) Ольга Рождественская, Алла Пугачёва
- «Ты возьми меня с собой» («Песенка про журавлика») (И. Резник) Алла Пугачёва, группа «Восток»
- «Ты моя надежда» (В. Боков) ВИА «Песняры»
- «Частушки» (И. Измайловский) Мария Пахоменко
- «Чемпион» (С. Поляков) ВИА «Песняры»
- «Шаги» (В. Шефнер) Эдуард Хиль
- «Шуба» (С. Кирсанов) Владимир Макаров
- «Шуточная строевая» (В. Харитонов) Владимир Макаров, Эдуард Хиль
- «Я иду по дороге» (А. Прокофьев) Ольга Вардашева
- «Я у бабушки живу» (И. Шаферан) ВИА «Верасы», Ядвига Поплавская и Александр Тиханович
- «Я уехал от весны» (Р. Рождественский) Эдуард Хиль
- «Тик-Так ходики» (С. Харин) ВИА «Балаган Лимитед»
- «Челси» (Э. Ханок) «Э. Ханок»
- «Самурай» (Л. Рубальская) «Э. Ханок»
- «Моя армия» (И. Резник) «Домисолька»
- Песни к мультфильму «Квака-задавака» (1975), тексты песен С. Поляков в исполнении ВИА «Песняры»
- Песни к мультфильму «Про кота, Васю и охотничью катавасию» (1981), тексты песен А. Вольский в исполнении рок-группы «Сузор’е»

### Фильмография
- Ясь и Янина (1974);
- Квака-задавака (1975, киностудия «Беларусьфильм»);
- Маринка, Янка и тайны королевского замка (1976);
- Про кота, Васю и охотничью катавасию (1981, киностудия «Беларусьфильм»).

## Награды
- Премия комсомола Кривбасса (1971)[6];
- Заслуженный деятель культуры Белорусской ССР (1982);
- Народный артист Республики Беларусь (1996);
- Заслуженный деятель искусств Автономной Республики Крым (5 сентября 2000 года) — за значительный вклад в развитие культуры и искусства братских славянских народов Украины, России и Республики Беларусь, высокое профессиональное мастерство и в связи с проведением X Международного фестиваля искусств «Песни моря — 2000»[16].